# Ахтачы Ширван
Ахтачы Ширван (азерб. Axtaçı Şirvan) — село в Мейниманском административно-территориальном округе Аджикабульского района Азербайджана.

## Этимология
Название происходит от слов Ахтачы (конюх) и Ширван (местность, добавлена для отличия от сёл с таким же именем).

## История
В 1926 году согласно административно-территориальному делению Азербайджанской ССР село относилось к дайре Сабир-Абад Сальянского уезда.
После реформы административного деления и упразднения уездов в 1929 году был образован Калиновский сельсовет в Карасуинском районе Азербайджанской ССР. Позже район упразднен, село вошло в состав Али-Байрамлинского района, но в 1939 году село передано в состав Кази-Магомедского района.
4 декабря 1959 года Кази-Магомедский район ликвидирован, а село передано в состав Али-Байрамлинского района.
Согласно административному делению 1961 года село Ахтачы Ширван входило в Калиновский сельсовет Али-Байрамлинского района Азербайджанской ССР. 4 января 1963 года Али-Байрамлинский район был упразднен, а села Калиновского сельсовета были переданы в состав Сабирабадского района.
24 апреля 1990 года село передано в состав новообразованного Аджикабульского района.
В 1999 году в Азербайджане была проведена административная реформа и внутри Мейниманского административно-территориального округа был учрежден Мейниманский муниципалитет Аджикабульского района, куда вошло село.

## География
Ахтачы Ширван расположен на берегу реки Кура.
Село находится в 3 км от центра муниципалитета Мейниман, в 23 км от райцентра Аджикабул и в 137 км от Баку. Ближайшая железнодорожная станция — Мугань.
Село находится на высоте 19 метров ниже уровня моря.

## Население
| Численность населения | Численность населения | Численность населения |
| 1987                  | 1999                  | 2009                  |
| --------------------- | --------------------- | --------------------- |
| 330                   | ↗505                  | ↗587                  |

Население преимущественно занимается выращиванием хлопка, зерна и бахчевых культур, разведением животных и птиц.

## Климат
В селе полупустынный климат.